# 群馬県道51号松井田下仁田線
群馬県道51号松井田下仁田線（ぐんまけんどう51ごう まついだしもにたせん）は、群馬県安中市松井田町五料から甘楽郡下仁田町に至る県道（主要地方道）である。

## 概要
から安中市松井田町五料から群馬県甘楽郡下仁田町中小坂を結ぶ。安中市内を通る区間は上信越自動車道 松井田妙義インターチェンジへのアクセス道路としても使われる。

### 路線データ
- 起点：群馬県安中市松井田町五料（国道18号交点〈五料交差点〉）[注釈 1]
- 終点：群馬県甘楽郡下仁田町大字中小坂字平滑3941番の1[1]（国道254号交点〈中小坂交差点〉）
- 重要な経過地：甘楽郡妙義町[注釈 2]

## 歴史
- 1959年（昭和34年）9月18日：群馬県より現・道路法に基づき、県道松井田下仁田線（碓氷郡松井田町 - 甘楽郡妙義町 - 同郡下仁田町、整理番号16）が路線認定される[2]。
  - 同日、前身路線にあたる旧・県道松井田下仁田線（碓氷郡松井田町 - 甘楽郡下仁田町、整理番号117）が路線廃止される[3]。
- 1993年（平成5年）5月11日：建設省から、県道松井田下仁田線が松井田下仁田線として主要地方道に指定される[4]。

## 路線状況

### 重複区間
- 群馬県道213号磯部停車場妙義山線（安中市松井田町八城 - 安中市松井田町行田）

## 地理

### 通過する自治体
- 甘楽郡下仁田町
- 富岡市
- 安中市

### 交差する道路
- 国道254号（起点）
- 群馬県道196号上小坂四ツ家妙義線（甘楽郡下仁田町上小坂）
- 群馬県道199号菅原一ノ宮線（富岡市妙義町菅原）
- 群馬県道47号一ノ宮妙義線・群馬県道191号妙義山線（富岡市妙義町北山）
- 群馬県道213号磯部停車場妙義山線（安中市松井田町八城）
- 群馬県道213号磯部停車場妙義山線（安中市松井田町行田）
- 上信越自動車道 松井田妙義インターチェンジ（安中市松井田町新堀）
- 国道18号（安中市松井田町五料、終点）